# Midlands Regional Alliance
Midlands Regional Alliance là một giải bóng đá nằm ở Derbyshire, Anh. Giải đấu có 3 hạng đấu, cao nhất là Premier Division, nằm ở Cấp độ 12 trong Hệ thống các giải bóng đá ở Anh. Giải đấu này góp đội cho Central Midlands League.

## Các đội vô địch gần đây
| Mùa giải | Premier Division          | Division One                    | Division Two           |
| -------- | ------------------------- | ------------------------------- | ---------------------- |
| 2005–06  | Ashover                   | Dronfield Town                  | Parkhouse              |
| 2006–07  | Rowsley 86                | Parkhouse                       | Dronfield Town Dự bị   |
| 2007–08  | Dronfield Town            | Willington                      | Selston                |
| 2008–09  | Rowsley                   | Allenton United                 | Cotes Park             |
| 2009–10  | Allenton United           | Swanwick Pentrich Road          | Derby Royals           |
| 2010–11  | Allenton United           | Mickleover Royal British Legion | Rowsley 86 Dự bị       |
| 2011–12  | Allenton United           | Allestree                       | Allenton United Dự bị  |
| 2012–13  | Allenton United           | Woolley Moor United             | Shardlow St. James     |
| 2013–14  | Derby Rolls Royce Leisure | Rowsley Dự bị                   | Newhall United Dự bị   |
| 2014-15  | Rowsley                   | Aston United                    | Melbourne Dynamo Dự bị |

## Các câu lạc bộ mùa giải 2015–16

### Premier Division
- Allestree
- Aston United
- Bestwood Miners Welfare Sports
- Cromford
- FC Stockbrook Rangers
- Little Eaton
- Newhall United
- Rowsley
- Sandiacre Town
- Tibshelf
- Wirksworth Town
- Wirksworth Ivanhoe

### Division One
- Derby Singh Brothers
- Doe Lea
- Matlock Town CFA
- Matlock United
- Melbourne Dynamo
- Newhall United Dự bị
- Ripley Town
- Rowsley Dự bị
- Sherwin
- Shirebrook Rangers
- Wirksworth Town Dự bị

### Division Two
- Ambergate
- Chesterfield Town
- Little Eaton Development
- Punjab United
- Real Medina
- Ripley Town Dự bị
- Sherwin Dự bị
- Shirebrook Rangers Dự bị
- Willington Sports
- Wirksworth Ivanhoe Dự bị